# It Would Be So Nice
"It Would Be So Nice" er en sang af rockgruppen Pink Floyd, skrevet af Richard Wright. Det blev udgivet som den fjerde single af gruppen.
| Musik | Spire Denne musikartikel er en spire som bør udbygges. Du er velkommen til at hjælpe Wikipedia ved at udvide den. |